# 日本の両生類一覧
日本の両生類一覧（にほんのりょうせいるいいちらん）とは、日本に生息する両生類の一覧である。あわせて、日本の両生類相についても解説するが、その特徴として、多様な固有種が生息する事に加えて、本州から四国、九州にかけて著しい分化が見られるサンショウウオ類や南西諸島で特に分化しているカエル類、遺存種であるオオサンショウウオとイボイモリの存在があげられる。

## 日本の両生類相の概観

### 日本の両生類相
日本爬虫両棲類学会の『日本産爬虫両生類標準和名（2015年5月28日改訂案）』及び国立研究開発法人国立環境研究所『侵入生物データベース』
に基づいた下記の一覧を見ると、日本に生息する両生類は、定着したと判断される外来種を含み、2目10科24属76種81亜種である。内訳は、在来種が2目9科20属71種76亜種、外来種が2目5科5属5種である。また、在来種のうち、日本の固有種は61種66亜種であり、固有種の割合は約86%にもなる。『日本産爬虫両生類標準和名（2015年5月28日改訂案）』より前の2014年9月に発刊された『レッドデータブック2014』（環境省自然環境局野生生物課希少種保全推進室編、2014、iii頁）でも両生類の約8割が日本固有種であるとしている。
目の単位では、有尾目（サンショウウオ目）が32種（外来種除く）、無尾目（カエル目）が38種（外来種除く）であるのに対し、世界における現生の両生類は、有尾目が約436種、無尾目が約4383種 である。後述するように、2014年現在においても新種が記載がされていることから単純には比較できないものの、世界に対する日本に分布する在来両生類の割合は、前者が約7.3%、後者が0.87%となり、世界総陸地面積に対する日本の国土面積との割合0.25% よりも、ともに大きい値である。それを示唆するものとして、新種記載が進んでいない1980年代において、千石（1982）は、『（サンショウウオ類の）発生の地と考えられるユーラシア大陸の東部でも、その広大な地域を合わせてすら種類数が日本におよばない。』 と説明している。
両生類は一般的に、移動性が低く、変温動物で、成体は皮膚が乾燥に弱いため水系から離れることが困難であり、産卵や幼生（オタマジャクシ）の生息が水系に依存するという特徴を持つ。これらの基本的な特徴を踏まえて、日本における多様な両生類相を概観する。
有尾目の中で、サンショウウオ科は地理的分化が著しく、ほとんどの種の分布域は非常に狭い。これは、サンショウウオ類の移動能力の低さに加え、日本では山地が発達したことで、両生類の繁殖環境かつ幼生の生息環境となる水系が分断されることをあげている。現に、サンショウウオ科28種のうちキタサンショウウオを除く27種が固有種である。また、2012年から2014年にかけて、多くの隠蔽種が新記載されており、特にもともとハコネサンショウウオ1種であると考えられていたハコネサンショウウオ属が6種に細分されている。また、千石（1982）や上野（2000）は、琉球列島の奄美大島以南にサンショウウオ科が確認されていないことや、本州の太平洋側よりも日本海側で分化が著しいことなどから、サンショウウオ科の多くは、朝鮮半島経由で西日本に侵入した祖先種に由来するのではないかと考察している。また、最大の両生類であり、国の特別天然記念物のオオサンショウウオ や、両生類の中では珍しく、陸上に産卵するという特徴をもったイボイモリ などの遺存種が、本州中部や琉球諸島に生息することも日本の両生類相の特徴として挙げられる。
カエル類（無尾目）では、北海道から本州、四国、九州にかけて生息するものは、分布域が広く、アカガエル類等の北方起源のものが多いとされている。個々の種を見てみると、本州から四国、九州に生息するものはアマガエルのように広く分布する種もいれば、ニホンヒキガエルとアズマヒキガエルのように亜種で日本の東西に分かれる分布を示すものもいる。また、カエルの代表格であるトノサマガエルに注目すると、近縁なダルマガエルの2亜種のうち関東地方に分布する亜種トウキョウダルマガエルとは異所的な分布を示すのに対し、瀬戸内地方に分布する亜種ナゴヤダルマガエルとは同所的に分布するという亜種間で異なった様相をみせる。タゴガエルは、本州に広く分布する亜種タゴガエルと、隠岐諸島固有のオキタゴガエル、屋久島固有のヤクシマタゴガエルの3亜種に、島嶼間で区別される。このように種によって独特な分布パターンを示す。一方で琉球列島においては、渡瀬線より南のトカラ列島以南著しく分化しており、さらに、中琉球（トカラ海峡とケラマ海峡に挟まれた琉球列島中部。奄美諸島や沖縄諸島等が含まれる。）にしか分布しておらず、琉球列島南端の八重山諸島においても近縁なものが確認されていない種が多いことが特徴的である。他にも興味深い分布をする種としては、中国に広く分布するアジアヒキガエルが最も近縁な群と考えられている宮古諸島固有亜種のミヤコヒキガエル や、奄美大島、徳之島、沖縄島、石垣島及び西表島に分布し、隔離された島嶼間における種分化（異所的種分化）の結果であると考えられているハナサキガエル類、ヤエヤマハラブチガエル やアイフィンガーガエル などの八重山諸島と台湾に分布する種などがあげられる。海水を苦手とする両生類が移動・分散するためには、大陸との陸橋の形成が不可欠であり、琉球列島の成り立ちを検討する上では欠かせない。その一例として、太田・高橋（2006）は、九州、琉球列島の島嶼群及び台湾、大陸に分布する両生類相の類似度を野村・シンプソン指数で求めているが、琉球諸島はまず「宮古諸島・八重山諸島グループ」と「奄美諸島・沖縄諸島グループ」にグルーピング化され、「宮古諸島・八重山諸島グループ」は「台湾」に類似し、ついで「宮古諸島・八重山諸島・台湾のグループ」と「大陸」が近似、さらに「宮古諸島・八重山諸島・台湾・大陸のグループ」と「奄美諸島・沖縄諸島」が近似し、最後に「奄美諸島から大陸のグループ」が「九州」と類似するという結果となった。爬虫類でも概ね同様な結果を得ており、この類似度が単純に地域間の歴史的関係を反映しているとの前提であれば、「九州」と「奄美諸島から大陸のグループ」の間が先に分断され、ついで上記と逆の順に、陸橋が分断されていった事を示唆している。

### 両生類と日本人との関わり
2015年6月現在で、オオサンショウウオ及びモリアオガエル、カジカガエルの3種の両生類が、種又はその生息地・繁殖地を対象に、国の特別天然記念物又は天然記念物に指定されている。カジカガエルについては『玲瓏たる声音を発す（玲瓏タル聲音ヲ發ス）』と解説されており、千石（1995）は、『古来、日本人はカジカガエルの声を愛で』ていたことを紹介し、『カエルの声を楽しむという風流心は、（中略）日本人が世界に誇ってもよい』と指摘しており、日本人が両生類を文化の一部として捉えていることを示唆するものである。この蛙は春の季語 で、松尾芭蕉が古池や蛙飛びこむ水の音と詠んだことは有名であり、また、井伏鱒二はオオサンショウウオを題材に、小説山椒魚を著した。オオサンショウウオはかつては食用とされており、近縁のチュウゴクオオサンショウウオも食用のために持ち込まれたとされている。また、ウシガエルも食用のために日本に導入された。
両生類は身近な生き物であり、両生類一般は環境教育などにおける野外観察の対象に、また種によってはペットや学校での飼育の対象になり、観察時期や場所、見分け方等の一般向けの野外観察図鑑や器具・餌などの飼育方法を指南する図書が出版されている。特にカエル類の学校飼育について、昭和初期には既に卵を採取し、幼生への変態の観察をすることが理科の教科書に位置づけられている。

### 日本産両生類への脅威と保護対策
2012年8月に公表された第4次環境省レッドリストでは、66種（亜種を含む。以下同じ。）の評価対象種のうち、22種が絶滅のおそれのある種（絶滅危惧IA類、IB類、II類の合計）、20種が準絶滅危惧種、1種が情報不足と評価している。第3次レッドリストでは、評価対象種62種のうち、絶滅のおそれのある種が21種、準絶滅危惧種が14種であったが、この増加した要因として、『レッドデータブック2014』では、分類の再検討による独立種の増加をあげるとともに、種が細分化されたことにより、細分化前よりも絶滅リスクが高まるおそれがあることも指摘している。また、日本人にとってカエルの代表種とも言えるトノサマガエルが、その生息環境である水田等の減少に伴い影響を受けているとして準絶滅危惧にランクインしている。2000年に発行された『改訂版レッドデータブック』では、両生類の生息環境となる湿地や小川等の淡水環境や森林環境が開発され、あるいはペットブームによる密猟が絶滅の危機や個体数減少の要因であると述べているが、2014年に刊行された『レッドデータブック2014』でも生息環境の急激な悪化と愛好家や業者の乱獲を指摘している。さらには、徘徊性の両生類は道路の側溝に落ちると這い上がる事ができずにそのまま死亡することもある。これらの影響の結果、絶滅した種は確認されていないもののアベサンショウウオ やカスミサンショウウオ などで地域個体群が消滅した例もある。他にも、近年では、オオサンショウウオと交雑し、遺伝的撹乱を与えているチュウゴクオオサンショウウオ やシロアゴガエルのように在来種と餌や繁殖環境を巡って競争を行うもの、ウシガエルのように在来種を直接捕食するもの など、様々な外来種が確認されている。もちろん同じ両生類のみならずアライグマ やカミツキガメ、卵や幼生を捕食するティラピア などの両生類を餌とする外来生物は多い。これらの生息環境の変化や外来種の脅威によって、日本の両生類相は、その存続を脅かされていると言える。
具体的な両生類の保護対策の例として、1996年6月18日に環境省と建設省（当時）は、アベサンショウウオを対象に種の保存法に基づく「保護増殖計画」を策定した。本種の生息地である丹後半島で、重要な生息環境である小規模な水溜まりや溝等の現状維持や拡大、その周辺にある森林の保全、モニタリング調査、密猟の防止、普及啓発などの対策が講じられている。また、それを担保するために、兵庫県豊岡市と京都府京丹後市の2箇所の生息地が、生息地等保護区に指定されている。また民間によるトウキョウサンショウウオのビオトープの創出も成果をあげている。その他、上記の天然記念物に指定されている3種も文化財保護法に基づく規制がかけられており（天然記念物#を参照。）、国際的な商取引を規制する目的で、オオサンショウウオが国際希少野生動植物種に指定されている。加えて、国の天然記念物等に指定されていなくても、都道府県や市町村の条例に基づく天然記念物や希少野生動植物種に指定され、保護されている種もいる。
2005年の外来生物法の施行を契機に、外来両生類の駆除や調査なども進められており、例えば沖縄県においてはオオヒキガエルやシロアゴガエルを対象とした事業が行われており、また、チュウゴクオオサンショウウオ及びオオサンショウウオとの雑種個体の除去も実施されている。また、2015年3月には、『我が国の生態系等に被害を及ぼすおそれのある外来種リスト（生態系被害防止外来種リスト）』が作成され、外来生物法に基づく特定外来生物の対象外や国内外来種の対策も進められている。

## 日本の両生類一覧
分類、学名及び和名は、日本爬虫両棲類学会が公表した 日本産爬虫両生類標準和名（2015年5月28日改訂案） に基づき、一部の外来種について国立研究開発法人国立環境研究所『侵入生物データベース』に従った。そのため環境省レッドリスト等と学名が一致しないものがあることに留意されたい。目、科、属の右に、これに含まれる分類群の数を記載した。

### 凡例
該当するものには、下記の凡例を付記している。凡例に関する出典は以下の通り。それぞれの凡例の右に出典を記載した。
- 固有種・外来種の別及び分布情報 - International Union for Conservation of Nature and Natural Resources "The IUCN Red List of Threatened Species. Version 2014.3." や『レッドデータブック2014 -日本の絶滅のおそれのある野生生物- 3 爬虫類・両生類』、国立研究開発法人国立環境研究所『侵入生物データベース』を主な出典とし、必要に応じてその他の文献・資料も活用した。
- 保全状況評価
  - IUCNレッドリストカテゴリー - International Union for Conservation of Nature and Natural Resources "The IUCN Red List of Threatened Species. Version 2014.3."
  - 環境省レッドリストカテゴリー - 環境省「第4次レッドリスト【両生類】（生物多様性情報システム掲載）」及び『レッドデータブック2014 -日本の絶滅のおそれのある野生生物- 3 爬虫類・両生類』
  - ワシントン条約 - ワシントン条約事務局 (The CITES Secretariat) 『CITES Official website』
  - 種の保存法 - 環境省自然環境局野生生物課『種の保存法の解説』
- その他
  - 外来生物法 - 環境省自然環境局野生生物課外来生物対策室「特定外来生物等一覧（最終更新：2015年3月1日）」及び「我が国の生態系等に被害を及ぼすおそれのある外来種リスト（生態系被害防止外来種リスト、2015年3月26日）」『外来生物法ホームページ』

固有種・外来種の別
- 【固】; 日本固有種又は固有亜種 / 【外】; （国外）外来種 / 【国内外】; 国内外来種

分布
- 【北】; 北海道、【本】: 本州、【四】; 四国、【九】; 九州、【島】；島嶼 / より詳細に分布を説明する場合には（）内に記載

保全状況評価
- IUCNレッドリストカテゴリー - 【EX】; EXTINCT / 【EW】; Extinct in the wild / 【CR】; Critically endangered / 【EN】; Endangered / 【VU】; Vulnerable / 【NT】; Near threatened / 【LC】; Least Concern / 【DD】; Data deficient
- 環境省レッドリストカテゴリー - 【絶滅】; 絶滅 / 【野生絶滅】; 野生絶滅 / 【IA類】; 絶滅危惧IA類 / 【IB類】; 絶滅危惧IB類 / 【II類】; 絶滅危惧II類 / 【準絶】; 準絶滅危惧 / 【情報不足】; 情報不足 / 【地域個体群】; 地域個体群
- ワシントン条約 - 【附属書I】; 附属書I / 【附属書II】; 附属書II / 【附属書III（地域）】; 附属書III（地域）
- 種の保存法 - 【国際希少】; 国内希少野生動植物種 / 【国内希少】; 国内希少野生動植物種 / 【生息地等】; 生息地等保護区
- 文化財保護法 - 【特天】; 特別天然記念物 / 【天然】; 天然記念物

その他
- 外来生物法関係 - 【特定外来】; 特定外来生物 / 【被害防止外来】; 我が国の生態系等に被害を及ぼすおそれのある外来種リスト（生態系被害防止外来種リスト）

### 有尾目
有尾目 Caudata Scopoli, 1777 - 3科6属33種、うち1種は外来種

#### サンショウウオ科
サンショウウオ科 Hynobiidae Cope, 1860 - 3属28種
- キタサンショウウオ属 Salamandrella Dybowski, 1870 - 1種
  - キタサンショウウオ Salamandrella keyserlingii Dybowski, 1870 - 【北】[52] / 【LC】[53] / 【準絶】[52][54]
- サンショウウオ属 Hynobius Tschudi, 1838 - 21種
  - アカイシサンショウウオ Hynobius katoi Matsui, Kokuryo, Misawa et Nishikawa, 2004 - 【固】;【本】[55] / 【DD】[56] / 【IB類】[54][55]
  - アベサンショウウオ Hynobius abei Sato, 1934 - 【固】; 【本】[39] / 【CR】[57] / 【IA類】[39][54] / 【国内希少】[58]・【生息地等】（2箇所）[46]
  - アマクササンショウウオ Hynobius amakusaensis Nishikawa et Matsui, 2014 - 【固】; 【島（天草島）】[59]
  - イシヅチサンショウウオ Hynobius hirosei Lantz, 1931 - 【固】; 【四】[60] / 【準絶】[54][60]
  - エゾサンショウウオ Hynobius retardatus Dunn, 1923 - 【固】; 【北】[42] / 【LC】[61] / 【情報不足】[42][54]
  - オオイタサンショウウオ Hynobius dunni Tago, 1931 - 【固】; 【四】・【九】[62] / 【EN】[63] / 【II類】[54][62]
  - オオスミサンショウウオ Hynobius osumiensis Nishikawa et Matsui, 2014 - 【固】; 【九】[59]
  - オオダイガハラサンショウウオ Hynobius boulengeri (Thompson, 1912) - 【固】; 【本】（【九】）[64][注 1] / 【VU】[65] / 【II類】[54][64]
  - オキサンショウウオ Hynobius okiensis Sato, 1940 - 【固】; 【島（隠岐諸島）】[66] / 【VU】[67] / 【II類】[54][66]
  - カスミサンショウウオ Hynobius nebulosus (Temminck et Schlegel, 1838) - 【固】; 【本】・【四】・【九】・【島（淡路島、壱岐、五島列島）】[40][68][69] / 【LC】[70] / 【II類】[40][54]
  - クロサンショウウオ Hynobius nigrescens Stejneger, 1907 - 【固】; 【本】[71] / 【LC】[72] / 【準絶】[54][71]
  - コガタブチサンショウウオ Hynobius yatsui Oyama, 1947 - 【固】; 【本】・【四】・【九】[73] / 【LC】[74] / 【準絶】[54][73]
  - ソボサンショウウオ Hynobius shinichisatoi Nishikawa et Matsui, 2014 - 【固】; 【九】[59]
  - ツシマサンショウウオ Hynobius tsuensis Abe, 1922 - 【固】; 【島（対馬）】[75] / 【LC】[76] / 【準絶】[54][75]
  - トウキョウサンショウウオ Hynobius tokyoensis Tago, 1931 - 【固】; 【本】[47] / 【VU】[77] / 【II類】[47][54]
  - トウホクサンショウウオ Hynobius lichenatus Boulenger, 1883 - 【固】; 【本】[78] / 【LC】[79] / 【準絶】[54][78]
  - ハクバサンショウウオ Hynobius hidamontanus Matsui, 1987 - 【固】; 【本】[80] / 【EN】[81] / 【IB類】[54][80]
  - ヒダサンショウウオ Hynobius kimurae Dunn, 1923 - 【固】; 【本】[82] / 【LC】[83] / 【準絶】[54][82]
  - ブチサンショウウオ Hynobius naevius (Temminck et Schlegel, 1838) - 【固】; 【本】・【九】[84] / 【LC】[85] / 【準絶】[54][84]
  - ベッコウサンショウウオ Hynobius stejneger Dunn, 1923 - 【固】; 【九】[86][87] / 【II類】[54][86]
  - ホクリクサンショウウオ Hynobius takedai Matsui et Miyazaki, 1984 - 【固】; 【本】[88] / 【EN】[89] / 【IB類】[54][88]
- ハコネサンショウウオ属 Onychodactylus Tschudi, 1838 - 6種
  - キタオウシュウサンショウウオ Onychodactylus nipponoborealis Kuro-o, Poyarkov et Vieites, 2012 - 【固】; 【本】[90]
  - シコクハコネサンショウウオ Onychodactylus kinneburi Yoshikawa, Matsui, Tanabe et Okayama, 2013 - 【固】; 【本】・【四】[91]
  - タダミハコネサンショウウオ Onychodactylus fuscus Yoshikawa et Matsui, 2014 - 【固】; 【本】・【四】[92]
  - ツクバハコネサンショウウオ Onychodactylus tsukubaensis Yoshikawa et Matsui, 2013 - 【固】; 【本】[93]
  - ハコネサンショウウオ Onychodactylus japonicus (Houttuyn, 1782) - 【固】; 【本】[94][注 2] / 【LC】[94]
  - バンダイハコネサンショウウオ Onychodactylus intermedius Yoshikawa et Matsui, 2014 - 【固】; 【本】[92]

#### オオサンショウウオ科
オオサンショウウオ科 Cryptobranchidae Fitzinger, 1826 - 1属2種、うち1種は外来種
- オオサンショウウオ属 Andrias Tschudi, 1837 - 2種、うち1種は外来種 / 【附属書I】[95] / 【国際希少】[48]
  - オオサンショウウオ Andrias japonicus (Temminck, 1836) - 【固】; 【本】・【四】・【九】[13] / 【NT】[96] / 【II類】[13][54] / 【附属書I】[95] / 【特天】（種として）・【天然】（生息地4箇所）[29]
  - チュウゴクオオサンショウウオ Andrias davidianus (Blanchard, 1871) - 【外】; 【本（京都市鴨川水系及び上桂川）】[32][97][注 3] / 【CR】[97] / 【附属書I】[95] / 【被害防止外来】[51]

#### イモリ科
イモリ科 Salamandridae Goldfuss, 1820 - 2属3種
- イボイモリ属 Echinotriton Nussbaum et Brodie, 1982 - 1種
  - イボイモリ Echinotriton andersoni (Boulenger, 1892) - 【固】; 【島（奄美諸島；奄美大島、徳之島、請島、沖縄諸島；沖縄島、瀬底島、渡嘉敷島）】[16][17][18] / 【EN】[98] / 【II類】[16][54]
- イモリ属 Cynops Tschudi, 1838 - 2種
  - アカハライモリ Cynops pyrrhogaster (Boie, 1826) - 【固】; 【本】・【四】・【九】・【島（佐渡島、淡路島、隠岐諸島、壱岐島、五島列島、天草諸島、甑島列島）】 /  【国内外】; 【島（伊豆諸島；八丈島）】[99][100] / 【LC】[101] / 【準絶】[54][99]
  - シリケンイモリ Cynops ensicauda (Hallowell, 1861) - 【固】; 【島（奄美諸島；奄美大島、加計呂麻島、請島、与論島、沖縄諸島；沖縄島、瀬底島、浜比嘉島、渡名喜島、座間味島、阿嘉島、慶留間島、渡名喜島）】[102][103][104][注 4] / 【EN】[105] / 【準絶】[54][102]

### 無尾目
無尾目 Anura Fischer von Waldheim, 1831 - 7科18属43種48亜種、うち4種は外来種

#### ヒキガエル科
ヒキガエル科 Bufonidae Gray, 1825 - 2属3種4亜種、うち1種は外来種
- ナンベイヒキガエル属 Rhinella Fitzinger, 1826 - 外来種1種
  - オオヒキガエル Rhinella marina (Linnaeus, 1758) - 【外】; 【島（小笠原諸島；父島、母島、大東諸島；北大東島、南大東島、八重山諸島；石垣島、西表島、鳩間島）】[106][107] / 【LC】[106] / 【特定外来】[108] / 【被害防止外来】[51]
- ヒキガエル属 Bufo Laurenti, 1768 - 2種3亜種
  - アジアヒキガエル Bufo gargarizans Cantor, 1842[注 5] / 【LC】[109]
    - ミヤコヒキガエル Bufo gargarizans miyakonis Okada, 1931 - 【固】; 【島（宮古諸島；池間島、宮古島、伊良部島、下地島）】 / 【国内外】; 【島（大東諸島；北大東島、南大東島）】[24][110][注 6] / 【準絶】[24][54]

  - ナガレヒキガエル Bufo torrenticola Matsui, 1976 - 【固】; 【本】[111] / 【LC】[111]
  - ニホンヒキガエル Bufo japonicus Temminck et Schlegel, 1838 / 【LC】[112]
    - ニホンヒキガエル Bufo japonicus japonicus Temminck et Schlegel, 1838 - 【固】; 【本（西日本）】・【四】・【九】・【島（見島、壱岐島、平戸島、五島列島、天草諸島、甑島列島、屋久島、種子島）】 / 【国内外】; 【本（東日本；仙台、金沢、東京）】[112][113]
    - アズマヒキガエル Bufo japonicus formosus Boulenger, 1883 - 【固】; 【本（東日本）】 / 【国内外】; 【北】・【島（佐渡島、伊豆諸島（大島、新島、三宅島）】[112][114] / 【被害防止外来】（伊豆諸島など）[51]

#### アマガエル科
アマガエル科 Hylidae Rafinesque, 1815 - 1属2種
- アマガエル属 Hyla Laurenti, 1768 - 1属2種
  - ニホンアマガエル Hyla japonica Günther, 1859 - 【北】・【本】・【四】・【九】・【島（国後島、佐渡島、隠岐諸島、壱岐島、対馬、大隅諸島）】 / 【国内外】; 【島（伊豆諸島；八丈島）】[115][116] / 【LC】[115]
  - ハロウエルアマガエル Hyla hallowellii Thompson, 1912 - 【固】; 【島（奄美諸島；奄美大島、喜界島、加計呂麻島、徳之島、沖永良部島、与論島、沖縄諸島；伊平屋島、沖縄島）】[117][118] / 【LC】[117]

#### アカガエル科
アカガエル科 Ranidae Rafinesque, 1814 - 7属24種27亜種、うち1種は外来種
- アカガエル属 Rana Linnaeus, 1758 - 10種12亜種
  - アマミアカガエル Rana kobai Matsui, 2011 - 【固】; 【島（奄美諸島；奄美大島、徳之島）】[119] / 【準絶】[54][119]
  - エゾアカガエル Rana pirica Matsui, 1991 - 【北】[120] / 【LC】[120]
  - タゴガエル Rana tagoi Okada, 1928 - 【LC】[22]
    - タゴガエル Rana tagoi tagoi Okada, 1928 - 【固】; 【本】・【四】・【九】[22][121]
    - オキタゴガエル Rana tagoi okiensis Daito, 1969 - 【固】; 【島（隠岐諸島）】[122] / 【準絶】[54][122]
    - ヤクシマタゴガエル Rana tagoi yakushimensis Nakatani et Okada, 1966 - 【固】; 【島（屋久島）】[123] / 【準絶】[54][123]

  - チョウセンヤマアカガエル Rana uenoi Matsui, 2014 - 【対馬】[124] / 【準絶】[54][124]
  - ツシマアカガエル Rana tsushimensis Stejneger, 1907 - 【固】; 【島（対馬）】[125] / 【LC】[126] / 【準絶】[54][125]
  - ナガレタゴガエル Rana sakuraii Matsui et Matsui, 1990 - 【固】; 【本】[127] / 【LC】[127]
  - ニホンアカガエル Rana japonica Boulenger, 1879 - 【固】; 【本】・【四】・【九】・【島（隠岐諸島、壱岐島、大隅諸島）】 / 【国内外】; 【島（伊豆諸島；八丈島）】[128][129] / 【LC】[128]
  - ネバタゴガエル Rana neba Ryuzaki, Hasegawa et Kuramoto, 2014 - 【固】; 【本】[130]
  - ヤマアカガエル Rana ornativentris Werner, 1903 - 【固】; 【本】・【四】・【九】・【佐渡島】[131] / 【LC】[131]
  - リュウキュウアカガエル Rana ulma Matsui, 2011 - 【固】; 【島（沖縄諸島；沖縄島、久米島）】[132] / 【準絶】[54][132]
- アメリカアカガエル属 Lithobates Fitzinger, 1843 - 外来種1種
  - ウシガエル Lithobates catesbeianus (Shaw, 1802) - 【外】; 【北】・【本】・【四】・【九】・【島（本州・四国・九州周辺離島；佐渡島、壱岐島、五島列島など、奄美諸島；与路島、徳之島、沖永良部島、沖縄諸島；伊平屋島、伊是名島、伊江島、沖縄島、久米島、八重山諸島；小浜島、西表島）】[33][133][注 7] / 【LC】[133] / 【特定外来】[108] / 【被害防止外来】[51]
- ツチガエル属 Glandirana Fei, Ye et Huang, 1990 - 2種
  - ツチガエル Glandirana rugosa (Temminck et Schlegel, 1838) - 【本】・【四】・【九】・【島（佐渡島、隠岐諸島、五島列島、壱岐島、屋久島、種子島など）】 / 【国内外】; 【北】・【島（伊豆諸島；大島、新島、三宅島）】[134][135] / 【LC】[134]
  - サドガエル Glandirana susurra (Sekiya, Miura et Ogata, 2012) - 【固】; 【島（佐渡島）】[136]
- トノサマガエル属 Pelophylax Fitzinger, 1843 - 2種3亜種
  - ダルマガエル Pelophylax porosus (Cope, 1868) - 【LC】[137]
    - トウキョウダルマガエル Pelophylax porosus porosus (Cope, 1868) - 【固】; 【本】/ 【国内外】; 【北】[138][139] / 【準絶】[54][138]
    - ナゴヤダルマガエル Pelophylax porosus brevipodus (Ito, 1941) - 【固】; 【本】・【四】[140] / 【IB類】[54][140]

  - トノサマガエル Pelophylax nigromaculatus (Hallowell, 1861) - 【本】・【四】・【九】・【島（平戸島、種子島など）】 / 【国内外】; 【北】・【島（対馬）】[20][141] / 【NT】[142] / 【準絶】[20][54]
- ニオイガエル属 Odorrana Fei, Ye et Huang, 1990 - 6種
  - アマミハナサキガエル Odorrana amamiensis (Matsui, 1994) - 【固】; 【島（奄美諸島；奄美大島、徳之島）[143] / 【EN】[144] / 【II類】[54][143]
  - アマミイシカワガエル Odorrana splendida Kuramoto, Satou, Oumi, Kurabayashi et Sumida, 2011 - 【固】; 【島（奄美諸島；奄美大島）】[145] / 【IB類】[54][145]
  - オオハナサキガエル Odorrana supranarina (Matsui, 1994) - 【固】; 【島（八重山諸島；石垣島、西表島）】[146] / 【EN】[147] / 【準絶】[54][146]
  - オキナワイシカワガエル Odorrana ishikawae (Stejneger, 1901) - 【固】; 【島（沖縄諸島；沖縄島）】[148] / 【EN】[149] / 【IB類】[54][148]
  - コガタハナサキガエル Odorrana utsunomiyaorum (Matsui, 1994) - 【固】; 【島（八重山諸島；石垣島、西表島）】[150] / 【EN】[151] / 【IB類】[54][150]
  - ハナサキガエル Odorrana narina (Stejneger, 1901) - 【固】; 【島（沖縄諸島；沖縄島）】[152] / 【EN】[153] / 【II類】[54][152]
- バビナ属 Babina Thompson, 1912 - 2種
  - オットンガエル Babina subaspera (Barbour, 1908) - 【固】; 【島（奄美諸島；奄美大島、加計呂麻島）】[154] / 【EN】[155] / 【IB類】[54][154]
  - ホルストガエル Babina holsti (Boulenger, 1892) - 【固】; 【島（沖縄諸島；沖縄島、渡嘉敷島）】[156] / 【EN】[157] / 【IB類】[54][156]
- ハラブチガエル属 Nidirana Dubois, 1992 - 1種
  - ヤエヤマハラブチガエル Nidiana okinavana (Boettger, 1895) - 【島（八重山諸島；石垣島、西表島）】[26] / 【EN】[158] / 【II類】[26][54]

#### ヌマガエル科
ヌマガエル科 Dicroglossidae Anderson, 1871 - 2属3種
- クールガエル属 Limnonectes Fitzinger, 1843 - 1種
  - ナミエガエル Limnonectes namiyei (Stejneger, 1901) - 【固】; 【島（沖縄諸島；沖縄島）】[159] / 【EN】[160] / 【IB類】[54][159]
- ヌマガエル属 Fejervarya Bolkay, 1915 - 2種
  - サキシマヌマガエル Fejervarya sakishimensis Matsui, Toda et Ota, 2007 - 【固】; 【島（宮古諸島；池間島、宮古島、伊良部島、下地島、来間島、八重山諸島；石垣島、竹富島、小浜島、西表島、波照間島）】 / 【国内外】; 【島（大東諸島；北大東島、南大東島、宮古諸島；多良間島、八重山諸島；黒島、与那国島）】[161]
  - ヌマガエル Fejervarya kawamurai Djong, Matsui, Kuramoto, Nishioka et Sumida, 2011 - 【本（中部以西）】・【四】・【九】・【島（平戸島、天草諸島など、奄美諸島、沖縄諸島）】 / 【国内外】; 【本（関東地方）】・【島（対馬、壱岐島、五島列島）】[162][注 8] / 【被害防止外来】（関東以北及び島に侵入したもの）[51]

#### アオガエル科
アオガエル科 Rhacophoridae Hoffman, 1932 - 4属8種9亜種、うち1種は外来種
- アイフィンガーガエル属 Kurixalus Ye, Fei et Dubois in Fei, 1999 - 1種
  - アイフィンガーガエル Kurixalus eiffingeri (Boettger, 1895) - 【島（八重山諸島；石垣島、西表島）】[27] / 【LC】[27]
- アオガエル属 Rhacophorus Kuhl et Van Hasselt, 1822 - 4種5亜種
  - オキナワアオガエル Rhacophorus viridis (Hallowell, 1861) - 【LC】[163]
    - オキナワアオガエル Rhacophorus viridis viridis (Hallowell, 1861) - 【固】; 【島（沖縄諸島；沖縄島、伊平屋島、久米島）】[163]
    - アマミアオガエル Rhacophorus viridis amamiensis Inger, 1947 - 【固】; 【島（奄美諸島；奄美大島、徳之島）】[163][164]

  - シュレーゲルアオガエル Rhacophorus schlegelii (Günther, 1858) - 【固】; 【本】・【四】・【九】・【島（五島列島）】[165][166] / 【LC】[165]
  - モリアオガエル Rhacophorus arboreus (Okada et Kawano, 1924) - 【固】; 【本】・【島（佐渡島）】/ 【国内外】; 【島（伊豆諸島；伊豆大島）】[167][168][注 9] / 【LC】[167] / 【天然】（繁殖地2箇所）[29]
  - ヤエヤマアオガエル Rhacophorus owstoni (Stejneger, 1907) - 【固】; 【島（八重山諸島；石垣島、西表島）】[169] / 【LC】[169]
- カジカガエル属 Buergeria Tschudi, 1838 - 2種
  - カジカガエル Buergeria buergeri (Temminck et Schlegel, 1838) - 【固】; 【本】・【四】・【九】・【五島列島】[170][171] / 【LC】[170] / 【天然】（生息地2箇所）[29]
  - リュウキュウカジカガエル Buergeria japonica (Hallowell, 1861) - 【島（南西諸島；トカラ列島（口之島）以南）】[172][173] / 【LC】[172]
- シロアゴガエル属 Polypedates Tschudi, 1838 - 外来種1種
  - シロアゴガエル Polypedates leucomystax (Gravenhorst, 1829) - 【外】; 【島（奄美諸島；与論島、沖縄諸島ほぼ全域、大東諸島；北大東島、宮古諸島の大部分、八重山諸島；石垣島）】[41][174][注 10] / 【LC】[174] / 【特定外来】[108] / 【被害防止外来】[51]

#### ヒメアマガエル科
ヒメアマガエル科 Microhylidae Günther, 1858 - 1属1種
- ヒメアマガエル属 Microhyla Tschudi, 1838 - 1種
  - ヒメアマガエル Microhyla okinavensis Stejneger, 1901 - 【固】; 【島（南西諸島（奄美諸島、沖縄諸島、宮古諸島、八重山諸島）の多く）】/ 【国内外】; 【トカラ列島（諏訪之瀬島）、宮古諸島（多良間島）、八重山諸島（黒島）[175][176] / 【LC】[175]

#### ピパ科
ピパ科 Pipidae - 外来種1属1種
- Xenopus - 外来種1種
  - アフリカツメガエル Xenopus laevis - 【外】; 【本（和歌山県・静岡県で定着。千葉県、神奈川県などで目撃例）】[177][178][注 12] / 【LC】[177] / 【被害防止外来】[51]